# مايكل كونر
مايكل كونر (بالإنجليزية: Michael Conner)‏‏ (1951 في أوكلاند، كاليفورنيا - ) روائي، وكاتب خيال علمي من الولايات المتحدة.